# Narodni muzej Omana
Narodni muzej Omana je muzej v sultanatu Oman. Razvilo ga je Ministrstvo za kulturo in je od leta 2016 odprt za javnost.

## Ozadje
Muzej je bil ustanovljen s kraljevim odlokom leta 2013 in odprt 30. julija 2016. Zasnovan je bil kot vodilna kulturna ustanova sultanata, ki prikazuje dediščino naroda od najzgodnejše človeške naselbine na Omanskem polotoku pred približno dvema milijonoma let do danes.

## Zbirke
Narodni muzej hrani 5466 predmetov, med katerimi je mednarodno pomembna zbirka prazgodovinskih kovinskih artefaktov.  Njegov kustos, Mouza Sulaiman Mohamed Al-Wardi, je del mednarodne ekipe, ki raziskuje zapuščino tradicije obdelovanja srebra v Omanu, kjer so bile zgodovinsko srebrnarke tudi ženske.
Muzej je opremljen z infrastrukturo za 43 digitalnih poglobljenih izkušenj, učnim centrom, objekti za ohranitev, kinom ultra visoke ločljivosti [6] in območja odkrivanja za otroke. Sprejel je prvi odprt koncept muzejskega shranjevanja v regiji, kjer se lahko obiskovalci seznanijo z različnimi procesi, skozi katere gredo artefakti, preden so postavljeni na ogled. Ima integrirano infrastrukturo za posebne potrebe in je prvi muzej na Bližnjem vzhodu, ki je sprejel arabsko Braillovo pisavo za slabovidne.

## Stavba
Muzej stoji v središču Maskata v namensko zasnovani stavbi. Skupna površina stavbe je 13.700 kvadratnih metrov, vključno s 4000 kvadratnimi metri, dodeljenimi za 14 stalnih galerij. Nadaljnjih 400 kvadratnih metrov je namenjenih začasnim razstavam.
Podatki
- Skupna površina parcele 24000 m²
- Skupna površina stavbe 13700 m²
- Skupna površina galerije 4000 m²
- Število galerij 14
- Stalne razstave:
  - Zemlja in ljudje
  - Pomorska zgodovina
  - Orožje in oklep
  - Civilizacija v nastajanju
  - Afladž
  - Valuta
  - Časovnica
  - Bat, al-Hutm in al-Ajn
  - Dežela kadila
  - Prazgodovina in stara zgodovina
  - Sijaj islama
  - Oman in svet
  - Renesansa
  - Nematerialna dediščina
- Drugi objekti 
  - Učni center
  - Konservatorski objekti
  - Galerija začasnih razstav
  - Galerija zbirk (koncept odprtega shranjevanja)
  - Kavarna
  - Trgovina z darili

## Galerija
- Muzej ponoči.
- Renesančna galerija
- Galerija nesnovne dediščine
- Galerija valut
- Logotip
- Oman in svet